# ایستگاه متروی استپنی گرین
ایستگاه متروی استپنی گرین (انگلیسی: Stepney Green tube station) یکی از ایستگاه‌های خط ناحیه و خط همرسمیت و سیتی متروی لندن است.
این ایستگاه که در ناحیه استپنی قرار دارد در سال ۱۹۰۲ میلادی تأسیس شده است.